# Явапай-Прескотт
Явапай-Прескотт (англ. Yavapai-Prescott Reservation) — индейская резервация племени явапаи, расположенная на Юго-Западе США в центральной части штата Аризона.

## История
Резервация была образована в 1935 году на землях, ранее занимаемых военным фортом Уиппл. Первоначально под неё было выделено 75 акров, а затем в 1956 году было добавлено еще 1320 акров. Сегодня племя явапаи-прескотт насчитывает около 158 человек.

## География
Резервация расположена  на Юго-Западе США в центральной части округа Явапаи, штат Аризона. Общая площадь резервации составляет 5,704 км². Административным центром резервации является город Прескотт.

## Демография
| Год переписи                    | Нас. |  | %±   |
| ------------------------------- | ---- |  | ---- |
| 2000                            | 182  |  | —    |
| 2010                            | 192  |  | 5,5% |
| 2020                            | 200  |  | 4,2% |
| 2000–2020 U.S. Decennial Census |      |  |      |

По данным федеральной переписи населения 2000 года, в резервации проживало 182 человека, из них, 117 принадлежали к индейцам США (в основном явапаи).
Согласно федеральной переписи населения 2020 года в резервации проживало 200 человек, насчитывалось 60 домашних хозяйств и 75 жилых домов. Средний доход на одно домашнее хозяйство в индейской резервации составлял 60 833 доллара США. Около 11,3 % всего населения находились за чертой бедности, в том числе 9,5 % тех, кому ещё не исполнилось 18 лет, и 5,6 % старше 65 лет.
Расовый состав распределился следующим образом: белые — 23 чел., афроамериканцы — 0 чел., коренные американцы (индейцы США) — 138 чел., азиаты — 0 чел., океанийцы — 0 чел., представители других рас — 14 чел., представители двух или более рас — 25 человек; испаноязычные или латиноамериканцы любой расы составили 53 человека. Плотность населения составляла 35,06 чел./км².

## Комментарии
1. ↑  В состав резервации входит часть населённого пункта.